# Mongolia Exterior

Mongolia Exterior en el Imperio chino de los Qing.

El área de Mongolia de la República de China.

La Mongolia Exterior era un territorio de la dinastía Qing (1691-1911) dirigida por los manchúes. Su área era más o menos equivalente a la del estado moderno de Mongolia, que a veces se llama «Mongolia del Norte» en la actual China, más la república rusa de Tuvá. Mientras que la Mongolia Exterior administrativamente solo consistía en los cuatro aimags jaljas (Setsen Kan, Tüsheet Kan, Sain Noyon Kan y Zasagt Kan), si bien al final del período Qing el término «Mongolia del Norte» también se usó para referirse a jalja más a los oirates de Hovd y el protectorado de Tannu Urianjái (en chino simplificado, 唐努乌梁海).
El nombre «Mongolia del Norte» contrasta con «Mongolia del Sur», que corresponde a la región autónoma de Mongolia Interior de la República Popular China. El nombre de «Exterior/Interior» refleja una perspectiva sino-céntrica que califica a la parte norte de Mongolia como «Exterior», mientras que la parte sur, más cercana a la capital china, es calificada como «Interior».
Mongolia del Sur recibió su nombre porque fue administrado más directamente por la corte Qing; el norte de Mongolia (que está más lejos de la capital, Pekín) tenía un mayor grado de autonomía dentro del dominio Qing. El término ar mongol (o en chino simplificado, 漠北蒙古; pinyin, Mòběi Měnggǔ; literalmente, ‘Norte del desierto de Mongolia’) a veces se usa en idioma mongol (o chino) para referirse a Mongolia del Norte cuando se hace una distinción con Mongolia del Sur, para eludir la historia del dominio Qing y más bien implicar una unidad geográfica o distinción de regiones habitadas por mongoles en la meseta de Mongolia. También se puede usar para referirse a Mongolia sincrónicamente. En el idioma mongol, la palabra ar se refiere al lado posterior de algo, que se ha extendido para significar el lado norte de cualquier entidad espacial, por ejemplo una montaña o una yurta. La palabra öbür se refiere al lado sur (y por lo tanto protegido) de una montaña. Entonces, la diferencia entre las Mongolias del norte y del sur se concibe en la metáfora como en el lado norte frente al lado sur de una montaña. A diferencia del en chino, 漠北蒙古, también hay en chino, 漠南蒙古; pinyin, Mònán Měnggǔ; literalmente, ‘Sur del desierto de Mongolia’, que se refiere más o menos a la región ahora conocida como Mongolia Interior.
Hoy, "Mongolia del Norte" a veces todavía se usa informalmente para referirse a Mongolia. Mongolia Exterior también se usa con bastante frecuencia en Taiwán. Para evitar la confusión entre la nación soberana de Mongolia y la Mongolia Interior de China, pero para reconocer la soberanía de Mongolia, los medios en China generalmente se refieren al primero como "Estado de Mongolia" (en chino simplificado, 蒙古国; pinyin, Ménggǔ Guó, que es la traducción del nombre oficial de dicho país en mongol, Монгол Улс/Mongol Uls) en lugar de solo "Mongolia" (en chino, 蒙古; pinyin, Ménggǔ), que podría referirse a toda el área de Mongolia.
Jebtsundamba Khutughtu fue el líder espiritual de Mongolia Exterior.

## Composición

Divisiones de la Mongolia exterior durante la dinastía Qing.

Divisiones del Kanato de Mongolia en 1915.

Mongolia Exterior fue una de las divisiones políticas del Imperio Qing. Consistía en cuatro aimags —provincias— (ordenadas de occidente a oriente):
- Setsen Kan (Tsetsen Han Aymag)
- Tüsheet Kan (Tösheet Han Aymag)
- Sain Noyon Kan (Sayn Noyon Aymag)
- Zasagt Kan (Jasagt Han Aymag)